# Gorgitione
Nella mitologia greca,  Gorgitione o Gorgizione, in greco Γοργυθίωνα, era il nome di uno dei figli di Priamo, uno dei 54 avuti da numerose concubine. La madre dell'eroe infatti non era una delle tre legittime mogli del re (Arisbe, Ecuba, Laotoe) ma Castianira, di Esima.

## Il mito
Quando Paride figlio di Priamo e fratellastro di Gorgitione, prese con sé Elena moglie di Menelao, scoppiò una guerra fra la Grecia e i troiani. Gorgitione per l'onore di Troia combatteva fin quando in una battaglia Teucro, abile arciere intestardito su un unico bersaglio, il valoroso Ettore, mancò il nemico colpendo invece lui e uccidendolo.